# Milorad Kapur
Milorad Kapur (* 5. März 1991) ist ein serbischer Volleyballspieler.

## Karriere
Kapur begann seine Karriere 2003 bei OK Hercegovina Ravni Topolovac. Mit der Junioren-Nationalmannschaft wurde er 2008 Dritter der Europameister und 2009 erzielte er das gleiche Ergebnis bei der Weltmeisterschaft. 2009 wechselte der Libero zu OK Vojvodina Novi Sad. Mit dem Verein wurde er 2011 und 2012 Vizemeister und 2012 auch Pokalsieger. 2014 gab es einen weiteren zweiten Platz in der Liga. Danach wechselte er zum Aufsteiger OK Novi Pazar. Mit der serbischen Nationalmannschaft nahm er 2015 an den Europaspielen in Baku teil und wurde Fünfter. 2016 ging er in die Schweiz und spielte eine Saison bei Lausanne UC. Anschließend wurde er vom Ligakonkurrenten Chênois Genf verpflichtet. In der Saison 2017/18 wurde er als bester Libero der Liga ausgezeichnet und in der folgenden Saison nahm er mit dem Verein am Challenge Cup teil. 2019 wechselte Kapur zum deutschen Bundesligisten Helios Grizzlys Giesen.